# Джордж, Лерой
Лерой Мартин Джованни Джордж (нидерл. Leroy Martin Giovanni George; 21 апреля 1987, Парамарибо) — нидерландский футболист, полузащитник.

## Биография
6 июня 2013 года Лерой Джордж подписал двухлетний контракт с агдамским «Карабахом». Джордж дебютировал в матче первого квалификационного раунда Лиги Европы против македонского «Металлурга» 2 июля 2013 года, на 84-й минуте заменив Николоза Гелашвили.
В январе 2021 года подписал контракт до конца сезона с клубом «Фортуна».

## Достижения
«Карабах»
- Чемпион Азербайджана: 2013/14